# 梁元桂
梁元桂（1820年—1886年），字世液，号馨士，廣東肇慶府恩平縣歇馬鄉人，清朝政治人物，進士出身。

## 生平
道光二十六年（1846年）丙午科廣東鄉試舉人，咸豐二年（1852年）壬子恩科進士。欽点戶部即用主事，歷任福建延平府、福寧府、邵武府知府，同治七年（1868年）任台灣府知府並兼任按察使銜分巡台灣兵備道。